# Christendom
Het christendom is een religie die is gebaseerd op het geloof in de leer van het evangelie, de eerste vier, belangrijkste boeken van het Nieuwe Testament. Het Nieuwe Testament vormt het tweede gedeelte van de Bijbel, het heilige boek van de christenen. Het evangelie beschrijft, gebaseerd op mondelinge overlevering, de onderwijzing, het handelen, de kruisdood en de opstanding uit het graf van Jezus van Nazareth. De daaropvolgende boeken van het Nieuwe Testament, met name de handelingen van de apostelen en de zendingsbrieven, beschrijven Jezus' spirituele erfenis.
Het eerste gedeelte van de christelijke Bijbel, het Oude Testament (de joodse Tenach), wordt door het christendom als voorloper en aankondiging van het tweede en belangrijkste gedeelte, het Nieuwe Testament ('verbond') gezien.
Christenen belijden het geloof in één God: het christendom is een monotheïstische godsdienst, net als het jodendom en de islam. Deze drie religies worden samen de abrahamitische godsdiensten genoemd, naar de gezamenlijke aartsvader, Abraham. Specifiek voor het christendom is het geloof dat Jezus de zoon van God is en de messias (Hebreeuws; in het Grieks christos) die voorspeld en aangekondigd werd in het Oude Testament. Het christendom is een wereldgodsdienst. De term christenen voor aanhangers van het christelijk geloof werd voor het eerst gebruikt in Antiochië, en is gebaseerd op het feit dat het geloof in Jezus Christus centraal staat in het christendom.
Gedurende de middeleeuwen zijn binnen het christendom een ‘westerse’ en een ‘oosterse’ traditie ontstaan. Tot de westerse traditie behoren het rooms-katholicisme en het daaruit ontstane protestantisme. Tot de oosterse traditie behoren enerzijds de oriëntaals-orthodoxe kerken die afstand namen van het Concilie van Chalcedon (451), de oosters-orthodoxe kerken, die ontstaan zijn na het schisma van 1054 en die theologisch nauwelijks afwijken van het rooms-katholicisme, en de oosters-katholieke kerken, die geünieerd zijn met Rome. Al deze tradities onderschrijven de canones van het Concilie van Nicea.

## Geloofsinhoud

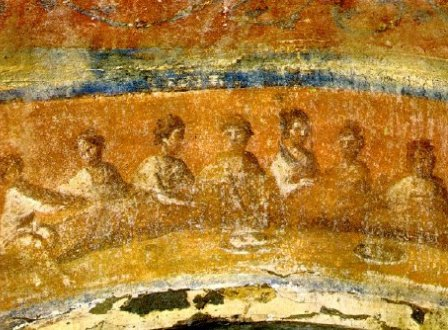
Fresco van de fractio panis (het breken van het brood tijdens het Avondmaal), Capella Greca (Griekse kapel), Catacombe van Priscilla, Rome, tweede tot vijfde eeuw na Christus. Door de sterke sociale component van het christendom kon het zich beter verspreiden.

Volgens de christelijke leer heeft God Zijn eniggeboren Zoon Jezus naar de wereld gezonden om de schuld van de mensheid aan God door de zondeval te verzoenen en de mensen te bevrijden van de zonde.
Christenen geloven, naar de traditie van het jodendom, in de God van Abraham, Isaak en Jakob, de 'Ik zal zijn die Ik zijn zal' (Exodus 3:14 NBV), de schepper van hemel en aarde, die transcendent en tegelijkertijd immanent is.
Verder geloven zij dat de zonde met de zondeval in de wereld is gekomen en dat ieder mens zondig is. Zij geloven ook dat de zonde een scheiding brengt tussen God en de mens, dat de enige manier om weer met God in het reine te komen het geloof is in het 'volbrachte werk van Jezus', zijn lijden en sterven aan het kruis, waarbij hij als de volmaakte mens en Zoon van God de schuld van mensen op zich nam en hen weer met God verzoende. Tot de kern van het christelijke geloof behoort ook het geloof in de lichamelijke opstanding en wedergeboorte van Jezus uit de dood, zijn hemelvaart en zijn terugkomst naar de aarde.
Het geheel van de levensverhalen over Jezus wordt ook wel het evangelie genoemd. Velen zien dit daardoor als het essentiële element van het christelijk geloof. Het evangelie bestaat uit de eerste vier Bijbelboeken van het Nieuwe Testament: Marcus, Mattheus, Lucas en Johannes. Dit zijn vier biografieën die meestal zijn opgesteld in eenvoudig Grieks, ongeveer tussen het jaar 70 en 110 na Christus. Veel geleerden menen dat de eenvoudige schrijfstijl, grote hoeveelheid overgeschreven manuscripten en sommige (archeologisch) controleerbare feiten erop kunnen duiden dat de evangeliën, afgezien van de geboorteverhalen en wonderen, deels een kern van historische waarheid bevatten.
Jezus zei volgens de evangeliën dat het belangrijkste goddelijke gebod is: Heb God lief boven alles en uw naaste (de medemens) als uzelf. Een belangrijke boodschap is dan ook het helpen van de medemens, het klaarstaan voor elkaar en het niet veroordelen van anderen om hun opvattingen, gedrag of uiterlijk.
De Rooms-Katholieke Kerk legt de nadruk niet alleen op het gezag van de Bijbel als woord van God, maar ook op de traditie. De Kerk speelt een heilsbemiddelende rol tussen God en mens. Het gebod van eenheid in het geloof vindt binnen het katholicisme uitdrukking in de taak van de hiërarchie.
De protestants-christelijke traditie benadrukt drie kernwaarden: Sola gratia (alleen door genade (van God)), Sola fide (alleen door geloof, rechtvaardiging van de mens door geloof alleen en niet door goede 'werken der wet') en Sola scriptura (alleen de Schrift, alleen het woord van God (de Bijbel)) als gezaghebbend. In de protestantse kerken bestaat geen equivalent van de paus als teken van eenheid. De rol van kerkelijke ambtsdragers is verkondigend en pastoraal, maar niet sacramenteel. Ook het belang dat gehecht wordt aan en de theologische invulling van de sacramenten is bij het protestantisme anders dan bij de rooms-katholieke kerk. Een voorbeeld is de katholieke en oosters-orthodoxe eucharistie tegenover het protestantse Heilig Avondmaal.
Op schrift gestelde geloofsbelijdenissen speelden altijd een belangrijke rol in het christendom. Er zijn in de loop der eeuwen verschillende varianten van ontstaan. De geloofsbelijdenis van Nicea-Constantinopel wordt vooral in de rooms-katholieke kerk gebruikt. Naar het eerste woord van de Latijnse tekst ervan wordt hij daar vaak Credo genoemd. Een kortere versie ervan is de apostolische geloofsbelijdenis, ook wel Apostolicum of de Twaalf artikelen des geloofs genoemd. Deze wordt vooral in de protestantse kerken gehanteerd, hoewel daar tegenwoordig – vooral in wat meer liturgisch vormgegeven diensten – ook wel de Niceaanse geloofsbelijdenis wordt gebruikt. Daarnaast is er nog de geloofsbelijdenis van Athanasius, die veel meer nadruk legt op de drie-eenheid.

### Opvattingen
In alle tijden hebben verschillende theologische opvattingen bestaan over de natuur van Jezus en over de vraag hoe de Bijbelse verhalen geïnterpreteerd moeten worden.
In de Bijbel wordt onder meer het volgende over Jezus geschreven: hij werd geboren uit de maagd Maria, was verwekt door de Heilige Geest; hij leefde een zondeloos leven, genas mensen van allerlei ziekten, wekte doden op; dreef demonen uit en bedaarde stormen; veranderde water in wijn, voedde duizenden mensen met een paar broden, en sprak: Ik ben de weg, de waarheid en het leven. Niemand komt tot de Vader dan door mij.
Al sinds het vroegste begin van het christendom hebben diverse kerkelijke stromingen de Bijbelverhalen ook allegorisch geïnterpreteerd. De zeer strikte letterlijke lezing van de Bijbel is veeleer een typisch product van het moderne denken dat na de middeleeuwen ingang vond en zich uitte in de Reformatie. Met name sinds de opkomst van de moderne theologie in de 19e eeuw beschouwen sommigen Bijbelverhalen als symbolische verhalen, die de betekenis van de historische Jezus van Nazareth moeten onderstrepen.
Een hedendaagse opvatting benadert de Bijbel op meer manieren tegelijk. Een verhaal bevat zowel een historische waarheid als een allegorie en een symbolische betekenis. Sommige kerken hebben om die reden de hedendaagse prediking aangepast aan deze opvattingen.

### De Bijbel

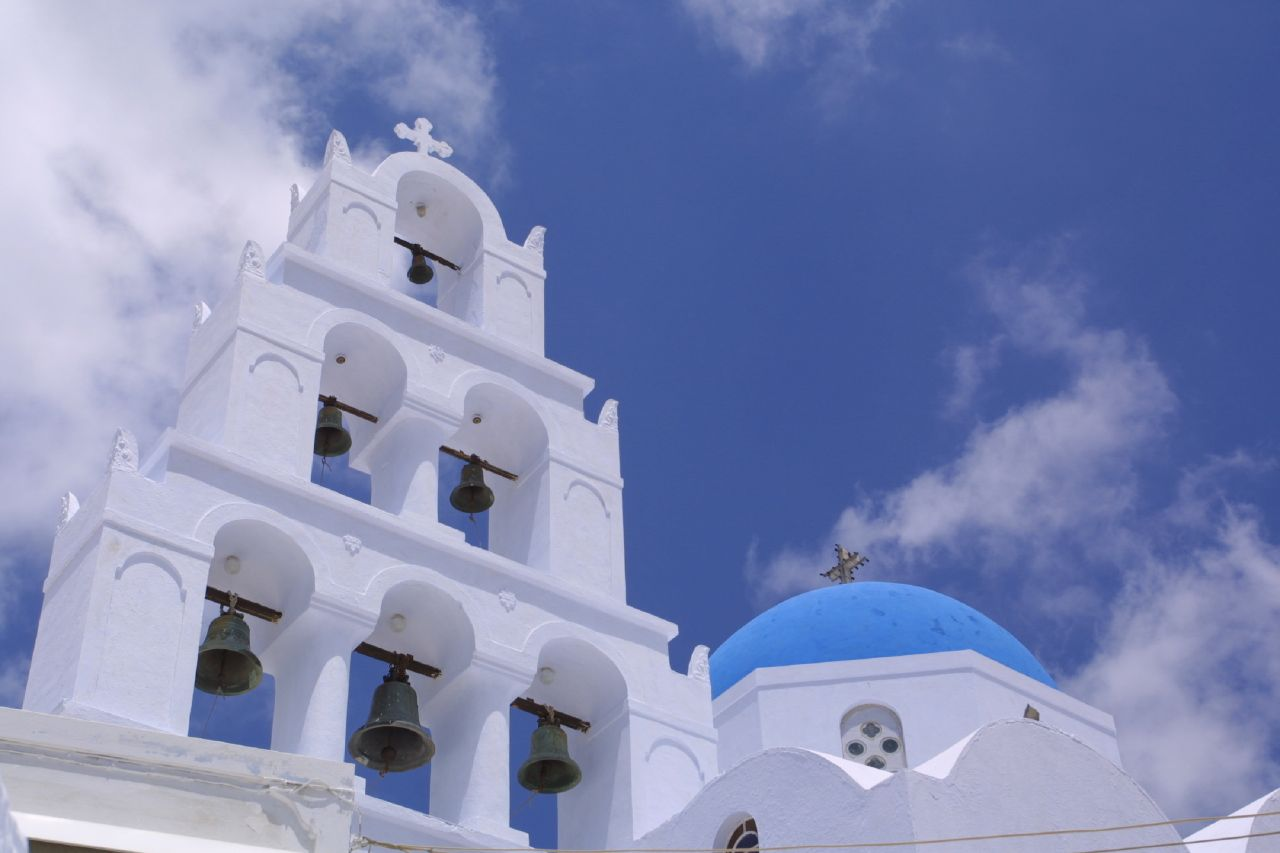
Traditionele Griekse kerk in Santorini

Vier anonieme verslagen van Jezus' afkomst, geboorte, leven, sterven, opstanding en Hemelvaart zijn opgeschreven in de vier zogeheten evangeliën, die zijn verzameld in het Nieuwe Testament. Het latere Johannes-evangelie wijkt sterk af van de drie andere evangeliën (Marcus, Mattheüs, Lucas). De evangeliën zijn vernoemd naar volgelingen van Jezus die in de verhalen voorkomen.
Het Lucas-evangelie is mogelijk geschreven door een arts (genoemd in Brief van Paulus aan de Kolossenzen 4:14) die volgens de inleiding in opdracht van de onbekende Theofilus minder dan vijftig jaar na de dood van Jezus een onderzoek naar hem heeft uitgevoerd. Het Nieuwe Testament bevat ook de Handelingen van de Apostelen, een aantal brieven van onder meer de apostel Paulus aan verschillende christengemeenten en het sterk afwijkende profetische boek Openbaring. Naast de Bijbel bestaan er verschillende apocriefe geschriften die aan de Bijbel gerelateerd zijn. Deze zijn voornamelijk vanwege een gebrek aan historische betrouwbaarheid niet opgenomen in de Bijbel. De evangeliën kunnen net als elk ander historisch document door een historicus beoordeeld worden op betrouwbaarheid.
Het Nieuwe Testament vormt samen met het Oude Testament voor de christenen de Bijbel.
De Kerken van de Reformatie volgen sinds hun ontstaan een eigen canon van het Oude Testament. Zij erkennen niet de deuterocanonieke (apocriefe) boeken.

## Geschiedenis

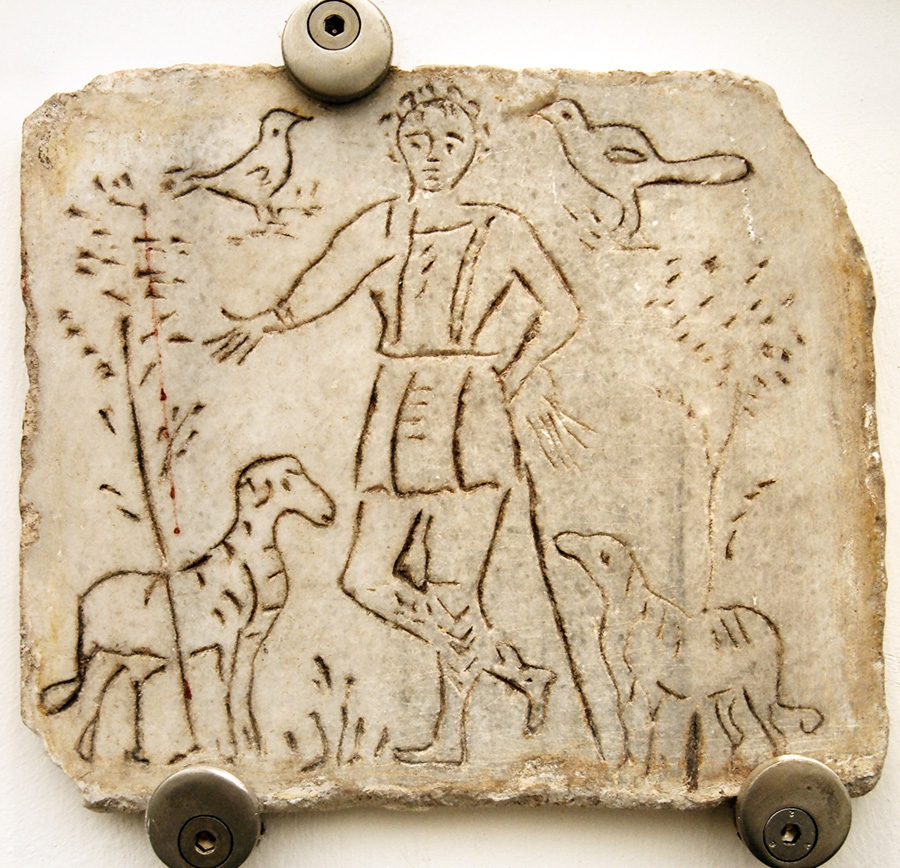
Jezus als goede herder, 4e eeuw, Museo Epigrafico, Rome

De geschiedenis van het christendom begint, volgens de Bijbel en naar de mening van christenen, in Galilea in de dagen van Jezus van Nazareth.
In wetenschappelijk-historische zin “treden de christenen de grote geschiedenis binnen” met de vermeldingen door Plinius, Tacitus en Suetonius in de jaren 110-120 na Chr.
De directe aanleiding tot de verspreiding van het christendom vormt het geloof van de volgelingen van Jezus van Nazareth. Jezus zou de door God beloofde Messias zijn. Na Jezus’ opstanding uit de dood en zijn hemelvaart zou dit geloof aan de gehele mensheid gepredikt moeten worden. Hiertoe ondernamen de volgelingen in Judea, Samaria en Galilea en later ook daarbuiten allerlei evangelisatie- en zendingsreizen teneinde deze blijde boodschap (‘evangelie’) te verkondigen.
Aanvankelijk was het christendom slechts een van de vele religies uit het Oosten die een alternatief boden voor de eeuwenoude Grieks-Romeinse godheden. Maar in de strijd om de zielen met Osiris uit Egypte, Mithras uit Perzië en de Anatolische Cybele-cultus bleek de aantrekkingskracht van Jezus groter. Zijn leer was het meest open, zonder geheimzinnige inwijdingen. Jezus richtte zich tot iedereen zonder aanzien van ras of stand en bood het vooruitzicht op een hiernamaals dat aanvankelijk vooral aantrekkelijk was voor slaven en mensen uit de lagere rangen van de samenleving voor wie het leven op aarde vaak sombere perspectieven bood.
Door de aantrekkelijkheid van het geloof en de eenheid van het Romeinse Rijk kon het geloof snel worden verspreid. Dat had tot gevolg dat in het Romeinse Rijk het christendom in 311 werd erkend en in 381 zelfs tot staatsgodsdienst werd verheven, waarna het christendom geleidelijk in heel Europa staatsgodsdienst zou worden. Een cruciale rol in deze omwenteling speelde het beleid van keizer Constantijn de Grote, die door opeenvolgende maatregelen de rol van het christendom in het Romeinse rijk versterkte. Door het samenroepen van het eerste Concilie van Nicea versterkte hij de eenheid in de christelijke theologie, maar daarmee ook de politieke eenheid van het rijk, die gedurende een lange periode in de derde eeuw praktisch had opgehouden te bestaan.
Al voor de aftakeling en definitieve val van het West-Romeinse Rijk trokken christelijke missionarissen naar Germaans grondgebied om de bewoners te bekeren. Hierdoor verdwenen de verschillende Germaanse religies geleidelijk. De Saksen en de Friezen bleven nog lang aan hun godsdienst vasthouden, maar de Friezen waren in 772 definitief verslagen door de
Franken en dus daarmee gekerstend; de Saksen werden tussen 772 en 804 door de Franken onder leiding van Karel de Grote tijdens de Saksenoorlogen met geweld bekeerd tot het christendom.
Het christendom breidde zich steeds verder uit totdat in de 11e eeuw heel Noord- en West-Europa gekerstend waren. Echter, aanvankelijk aan de zuidzijde (Spanje) en later aan de zuidoostzijde van Europa (Balkan) rukte de islam steeds verder op ten koste van het christendom (1453 val van Constantinopel). Die trend is gekeerd, Spanje is in de late middeleeuwen terugveroverd door het christelijke Castilië (val van Granada, 1492) en op de Balkan zijn de Turken tussen 1683 en 1914 teruggedreven doordat enerzijds het rooms-katholieke Oostenrijk naar het zuiden oprukte en anderzijds de oosters-orthodoxe Slavische volken op de Balkan hun vrijheid hebben heroverd.
Als gevolg van de ontdekkingsreizen en de daaropvolgende veroveringen heeft het christendom zich ook over andere werelddelen verspreid, met name over Amerika en Australië, en deels ook over Afrika.

## Christendom vandaag

### Christendom in de wereld

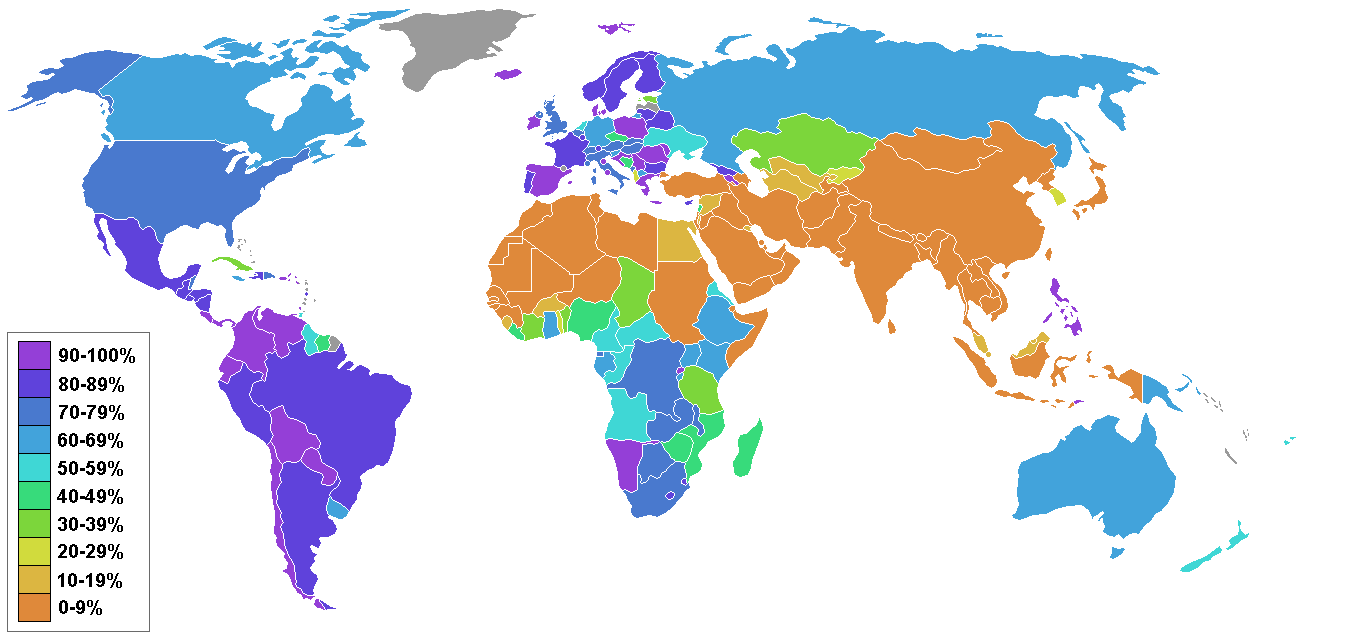
Verspreiding van het christendom over de wereld

Het christendom telt op wereldniveau 2,4 miljard gelovigen en is daarmee de grootste religie. Deze gelovigen zijn verdeeld in rooms-katholieken (50%, 1,27 miljard), protestanten/anglicanen (37%, 740 miljoen), oosters-orthodoxe (12%, 240 miljoen) en "marginalen" zoals de Jehova's getuigen, de mormonen, enz. (1%, 20 miljoen).
Ondanks het feit dat het christendom de grootste godsdienst op aarde is en er veel aan zending wordt gedaan, daalt het percentage christenen ten opzichte van andere religies. Terwijl de wereldbevolking met ruwweg 1,25% per jaar groeit, groeit het christendom met ongeveer 1,12% per jaar. De langzame groei kan voor een deel worden toegeschreven aan het feit dat de christelijke bevolking voor een gedeelte in rijke naties woont, waar het geboortecijfer vrij laag is.
Tot het Tweede Vaticaans Concilie hadden katholieke landen en streken een beduidend hoger geboortecijfer dan protestants-christelijke landen, vanwege het (nog altijd geldende) verbod van het Vaticaan op kunstmatige anticonceptiemiddelen.
Opmerkelijk is dat het aantal aanhangers van de evangelische stroming binnen het christendom (pinkster- en charismatische beweging, baptisten, enz.) wel snel stijgt. Hoewel officiële cijfers ontbreken, groeien de evangelische stromingen naar schatting met zo’n 6% per jaar. Hiermee lijkt de evangelische stroming de snelst groeiende christelijke beweging op aarde te zijn. De snelle stijging van het aantal evangelische christenen vindt vooral plaats in Afrika.

### Geloofsbeleving
Net als de joden werden de christenen in het Westen zeer beïnvloed door de Verlichting in de 17e en 18e eeuw.
De belangrijkste verandering die uit de periode van de Verlichting voortkwam was de Scheiding van Kerk en Staat, waardoor de alliantie tussen Kerk en Staat, die in veel Europese landen al vanaf het Romeinse Rijk bestond, werd beëindigd. Sindsdien was een lid van de maatschappij vrij om met de Kerk van mening te verschillen en desgewenst de Kerk totaal te verlaten. Velen verlieten de Kerk en ontwikkelden geloofssystemen zoals deïsme, unitarisme en universalisme, of levensbeschouwelijke stromingen zoals het atheïsme, agnosticisme, humanisme of ietsisme. Andere stromingen leidden tot de liberale of vrijzinnige vleugels van de protestantse christelijke theologie zoals vrijzinnig-protestantisme en religieus humanisme.
Modernisme in de recentere 19e eeuw moedigde nieuwe vormen van denken en uitdrukken aan die geen traditionele lijnen volgden. Als reactie op de Verlichting en het modernisme ontstonden duizenden christelijke protestantse groeperingen.
In de katholieke Kerk werden christelijke splintergroeperingen gevormd die de legitimiteit van vele hervormingen niet erkenden. De groei van honderden fundamentalistische groepen die de volledige Bijbel op een letterlijke manier interpreteren werd in gang gezet.
Het liberalisme leidde ook tot secularisme, met name in de Verenigde Staten en Europa. Sommige christenen hebben de godsdienstige plichten bijna volledig aan de kant gezet of gaan slechts op een paar bepaalde heilige dagen per jaar naar de kerk. Velen hebben een ambivalent gevoel ten opzichte van hun godsdienstige plichten ontwikkeld. Enerzijds houden zij vast aan hun tradities, waaraan ze hun identiteit ontlenen; anderzijds brengt de invloed van de seculiere westerse mentaliteit en de eisen van het dagelijkse leven hen af van het traditionele christendom. Een huwelijk tussen christenen van verschillende gezindten, of tussen christelijke en niet-christelijke mensen, was eens taboe, maar is thans alledaags geworden.
De traditioneel katholieke landen zoals Frankrijk zijn grotendeels geseculariseerd. In Nederland verwachtte het Sociaal en Cultureel Planbureau dat in 2010 nog maar een derde van de Nederlandse bevolking kerkelijk zou zijn en dat in 2020 nog maar 25% een kerk zou bezoeken (rapport van 28-09-2000).
Het liberale (vrijzinnige) christendom groeide aan het einde van de 19e en het begin van de 20e eeuw snel in Europa en Noord-Amerika. In Amerika ontstond als reactie daarop het christenfundamentalisme. In Noord-Amerika heeft de orthodoxie in de 20e eeuw weer de overhand gekregen. In Europa zette echter de secularisatie door en met name sinds de jaren zestig liepen de kerken leeg.
Terwijl het ledental van de traditionele protestante kerken afneemt, winnen de vrijere groeperingen zoals de evangelische en charismatische bewegingen wel terrein. Deze tendens is in de westerse wereld zichtbaar, maar ook in Afrika, Azië en zelfs in delen van de Arabische wereld.
De Verlichting had veel minder invloed op de oosters-orthodoxe kerken. Ook onder de druk van de "vijandigere" seculiere maatschappij, vooral tijdens de tijd van het communisme, waren de kerken minder geneigd tot verandering.
Na de val van het IJzeren Gordijn en de Sovjet-Unie beleefde het christendom in Oost-Europa een opwekking. Na decennia van communistische onderdrukking zijn er nu veel aanhangers van het christendom. Vele orthodoxe kerkgebouwen en kloosters worden gerestaureerd.
In delen van Afrika en Azië groeit het christendom vooral door zending snel.

## Vergelijking met andere godsdiensten

### Christendom, jodendom en islam
Het christendom heeft overeenkomsten met zowel het jodendom als met de islam, maar verschilt op meerdere punten van deze twee religies en andere wereldreligies. Een belangrijk verschil is dat het christendom de menswording van God belijdt. Voor de islam is Jezus, in de Koran 'Isa' genoemd, een grote profeet, die terugkomt voor de Dag des oordeels, niet zoals bij de christenen die geloven dat hij op de Dag des oordeels zelf terugkomt. Volgens de islam is Jezus niet door mensenhanden om het leven gebracht, maar is de gekruisigde een naaste van Jezus geweest die vrijwillig zijn gedaante aannam om daardoor de naaste van Jezus in de hemel te worden. Daarom verwerpen moslims de kruisdood van Jezus.
Daarnaast kent het christendom het concept van de erfzonde, waarvan de mens door het geloof in het vrijwillige offer van Jezus waarmee hij voor de zonden van de mensheid betaalde, wordt bevrijd. Vooral de Heidelbergse Catechismus benadrukt dat de mens tot alle kwaad geneigd is. Joden en moslims kennen het concept van de erfzonde niet, maar hanteren daarentegen het concept dat de mens blanco, dus zonder zonden geboren wordt, en men door het goede te doen tot God of het goddelijke kan opklimmen. Het christendom gelooft in tegenstelling tot het jodendom dat God niet veraf is, maar mens is geworden in Christus. Tevens gelooft de islam dat ieder mens voor zijn eigen daden verantwoordelijk is, en dat iemand niet de zonden van een ander op zich kan nemen en daarvoor kan sterven.
Hoewel er ook binnen het christendom leefregels zijn om het leven te heiligen, zoals de tien geboden, ligt meer de nadruk op de relatie met God dan op de verplichting tot het precies naleven van tal van voorschriften, zoals de joodse halacha en de islamitische sharia.
De Heilige Drie-eenheid wordt in zowel de islam als het jodendom als polytheïstisch verworpen en als een vorm van afgoderij beschouwd. Het jodendom ziet tot het christendom bekeerde joden als afvalligen en afgodendienaren.
Het christendom erkent naast het Nieuwe Testament de Tenach (het "Oude Testament"); het jodendom erkent het Nieuwe Testament echter niet. Moslims houden boeken zoals de Tawrat (Thora), de Zaboer (Psalmen) en de Indjil (het Evangelie) in ere, maar geloven niet dat de Bijbel getrouwe kopieën van deze geschriften bevat. Omdat de islam geen reproducties van deze boeken heeft voortgebracht, is de erkenning van Bijbelse geschriften door de islam in de praktijk zonder inhoud. In streng-islamitische landen zoals Saoedi-Arabië is het verspreiden van bijbels verboden.

### De geloofsrichtingen en de grenzen
De doctrines en de praktijken van het christendom zijn ontstaan als het gevolg van vele discussies. Vele groepen hebben in de loop van de eeuwen hun geloof als hét ware christendom bestempeld. Enkele voorbeelden zijn de gnostiek, de marcionistische beweging, het arianisme en het pelagianisme in de eerste eeuwen. Later volgden onder meer de nestorianen en de jakobieten en nog later de – in 1054 met het als Oosters Schisma bekendstaande schisma van elkaar gescheiden – oosters-orthodoxe kerken en Rooms-Katholieke Kerk.
De protestantse hervorming leidde tot de ontwikkeling van een groot aantal groeperingen met eigen onderwijs en praktijken verschillend van het katholicisme en van elkaar. Voorbeelden zijn de Lutherse Kerk, de quakers en de mennonieten. Recenter hebben de adventisten, de Jehova's getuigen en de mormonen gepretendeerd het ware geloof in Jezus als Christus te verkondigen. De laatste twee groepen worden door de meeste christenen echter als sekten gezien. Andere groeiden uit tot volwaardige religies (zoals het mormonisme). Elk van deze groeperingen betichtte de andere(n) van ketterij. Af en toe leidde dit tot geweld.
Met name de Rooms-Katholieke Kerk beschouwde het lange tijd als haar opdracht ketterij of onaanvaardbare afwijkingen van de orthodoxie te bestrijden. Ketterij kon op verschillende manieren bestraft worden, van berisping over niet-erkenning als christen tot zelfs de doodstraf. Geschriften van de ketters werden vaak vernietigd. Christenen kunnen sterk van mening verschillen over wat "essentieel" is in het christendom, welke variaties toegelaten zijn en welke groepen als "christenen" kunnen worden gekwalificeerd. Als gevolg hiervan blijven de grenzen van het "christendom" een onderwerp van meningsverschillen.
In moderne tijden komen sommige opvattingen die in de loop van de kerkgeschiedenis als ketterij werden veroordeeld weer op de voorgrond. De traditionele kerken blijven belang hechten aan de orthodoxie, gebaseerd op de historische verwijzing naar de geloofsleer. Met deze "historische verwijzing" wordt de traditie bedoeld; deze traditie wil niet alleen de huidige, levende generaties, maar ook nog de vele overleden generaties meewegen in het denken over geloof en orthodoxie. Ketterij wordt minder repressief benaderd dan in het verleden. Tegelijkertijd worden oude afgewezen leerstellingen genuanceerder bekeken. Tegenwoordig wordt bijvoorbeeld het oude monofysitisme als aanvaardbaar nominaal-miafysitisme uitgelegd.
|                      | Katholiek   | Orthodox       | Protestant  |
| -------------------- | ----------- | -------------- | ----------- |
| Ontstaan             | 325         | 1054           | 16e eeuw    |
| Hoofdzetel           | Rome        | Constantinopel | Geen        |
| Hoofd                | Paus        | Geen           | Geen        |
| Bijbelboeken         | 73          | 76-81          | 66          |
| Voorganger eredienst | Priester    | Priester       | Dominee     |
| Evangelisatie        | Missie      | Geen           | Zending     |
| Kalender             | Gregoriaans | Juliaans       | Gregoriaans |

1. ↑  behalve Grieks-Orthodox en Koptisch-Orthodox

## Christendom en vervolging

De ichthus is een universeel symbool voor het christendom, maar er zijn ook christenen die helemaal geen symbolen accepteren

Christenen zijn zowel slachtoffers als daders van vervolging.

### Vervolging van christenen
Tijdens de christenvervolgingen in de derde en vierde eeuw na Christus werden christenen die weigerden het overheidsgezag te aanvaarden, terechtgesteld. Zij worden beschouwd als martelaren, omdat zij verkozen te sterven in plaats van afstand te doen van hun geloof.
In de vroege dagen van de Sovjet-Unie werden priesters en actieve gelovigen van de Russisch-Orthodoxe Kerk vervolgd door het politieke regime, om filosofische redenen (atheïsme was een belangrijke component van de communistische leer), maar ook omdat de patriarchen zich openlijk anti-revolutionair opstelden. De vervolgingen verminderden vanaf 1927 nadat de leiders van de kerk verkondigden dat de gelovigen trouw moesten zijn aan het staatsgezag.
De vervolging van christenen is een fenomeen van alle tijden en komt ook in de 21e eeuw nog steeds voor, onder andere in meer of mindere mate in Afghanistan, China, India, Iran, Irak, Eritrea, Noord-Korea, Saoedi-Arabië en Pakistan. Vaak worden christenen vervolgd door andere religieuze groepen, maar er zijn ook landen waar ze direct door de overheid worden vervolgd.

### Vervolging door christenen
De kerngedachte dat God Liefde is (zie ook Deus Caritas Est) en de overtuiging dat geweld niet gebruikt zou kunnen worden met een beroep op de leer van Jezus, heeft niet kunnen voorkomen dat christenen vervolgd, gemarteld en gedood hebben omdat anderen weigerden de christelijke leer te aanvaarden (zie ook kerstening).
Ook conflicten binnen het christendom zelf hebben geleid tot vervolgingen van de ene christelijke groep door een andere. Zo werden protestanten vervolgd door de Rooms-Katholieke Kerk en stonden katholieken bloot aan protestantse vervolging. Deze vervolging is vooral mogelijk geweest door de nauwe banden die bestonden tussen Kerk en Staat. Het succes van verschillende stromingen is soms zelfs maatgevend beïnvloed door de steun van de staat.
De Europese expansie en kolonisatie werden goedgekeurd door het kerkelijk gezag, met name door de Rooms-Katholieke Kerk en de Anglicaanse Kerk. Op hun beurt beschouwden de koloniale overheden de missionering door de kerken als steunpilaar van de koloniale orde. Enerzijds werd de exploitatie van de gekoloniseerde landen gewettigd, anderzijds hebben juist de christelijke kerken revolutionaire gedachten in de koloniale gebieden geïntroduceerd. Enerzijds leidde de kolonisatie tot de vernietiging van vele lokale culturen, anderzijds hebben juist de kerken veel van lokale culturen bewaard voor de ondergang en geïncorporeerd. Dit tweezijdige proces valt in het bijzonder in Latijns-Amerika waar te nemen (zie Inca's en Azteken).

## Kritiek op het christendom
Kritiek op het christendom is de analyse van de manier waarop de christelijke leer en praktijk tot stand zijn gekomen om de waarheid of morele juistheid ervan beter te kunnen beoordelen.

### Kritiek op de geloofsleer
De christelijke leer bestaat uit vele lagen en biedt minstens evenveel kritische perspectieven. Het meest fundamentele geloofselement is evenwel het leven en de leer van Jezus Christus zoals de canonieke evangeliën die weergeven. Die canon, samen met een aantal belangrijke geloofspunten die gedeeld worden door de overgrote meerderheid van hedendaagse christelijke kerken, is vastgelegd tijdens het concilie van Nicea in de 4de eeuw. Dat concilie had een politieke doelstelling (eenheid van godsdienst in het Romeinse rijk) en maakte dus komaf met de meest uiteenlopende verhalen over Jezus (zie apocriefen) en diverse onderling tegenstrijdige theologische interpretaties van zijn leer.
In de hedendaagse kritiek wordt nog relatief weinig aandacht besteed aan de letterlijke interpretatie van de bovennatuurlijke elementen van het evangelie zoals de wonderen, met mogelijke uitzondering van de maagdelijke geboorte en de opstanding.
Albert Schweitzer analyseerde in Von Reimarus zu Wrede (1906) de historische betrouwbaarheid van de evangeliën. Hij stelde dat het christendom moest rekening houden met de mogelijkheid om zelfs het bestaan van Jezus zelf op te geven, en een metafysica moest ontwikkelen die onafhankelijk was van de geschiedenis en van de overlevering. Zelf geloofde hij in het bestaan van de Jezus van het evangelie, maar hij vond elementen in de overgeleverde leer die hem moreel en godsdienstig tegen de borst stuitten. In 1954 argumenteerde hij dat het Matteüsevangelie, meer dan de drie anderen, als onze beste bron moet worden beschouwd voor de leer van Jezus met name in verband met het in aantocht zijnde koninkrijk van God.

### Kritiek op de geloofspraktijk
Kritiek op de christelijke praktijk is kritiek op het handelen van christenen in zoverre die christenen uitdrukkelijk hun handelen koppelen aan godsdienstige motieven. Die kritiek kan zowel van andere christenen als van niet-christenen afkomstig zijn.
Hypocrisie is het voorwenden van morele deugd zonder die deugd ook daadwerkelijk te beoefenen.
Schismas zoals de middeleeuwse splitsing tussen de orthodoxe en katholieke kerken, en het ontstaan van het protestantisme vanaf de 16de eeuw, worden vaak verantwoord in termen van theologische of morele kritiek. Met name Maarten Luther uitte felle kritiek op zowel de katholieke dogma's als op de moreel verwerpelijke handelingen van het Vaticaan (zoals de verkoop van aflaten).
Historisch heeft het christendom als inspiratiebron gediend voor oorlogen en territoriale aanspraken. De kruistochten hadden als oorspronkelijk doel het geboorteland van Jezus onder christelijk gezag te brengen. Bij de Europese kolonisatie van Afrika en Latijns-Amerika was bekeringsdrang een belangrijke drijfveer. Morele kritiek op dergelijke christelijk geïnspireerde bewegingen is dus ook kritiek op de christelijke geloofspraktijk.
In de Europese geschiedenis hebben politieke machthebbers het christendom vaak gebruikt als morele verantwoording van hun gezag. Dit heeft vanaf de 18de eeuw een antichristelijke of atheïstische inspiratie gegeven aan revoluties en andere politieke oppositiebewegingen zoals de Franse Revolutie en de Russische Oktoberrevolutie.
Wanneer christelijke religieuze leiders falen in hun persoonlijk moreel handelen, wordt kritiek op dat handelen soms geformuleerd als kritiek op (een deel van) het christendom zelf, zelfs als die personen hun daden niet uitdrukkelijk in verband brengen met hun geloof (bijvoorbeeld strafrechtelijke misdrijven door priesters).